# کوه مال
کوه مال یک روستا در ایران است که در دهستان مشهد میقان واقع شده‌است.